# Liga Espanhola de Basquetebol de 1961–62
A Temporada da Liga Espanhola de Basquetebol de 1961-62 foi a sexta edição da Liga Espanhola disputada entre 12 de outubro de 1961 e 4 de março de 1962. O Real Madrid conquistou seu quinto título e o cestinha da competição foi Wayne Hightower do Real Madrid com 355 pontos.

## Clubes e Sedes
| Clube          | Cidade    |
| -------------- | --------- |
| Picadero JC    | Barcelona |
| Real Madrid CF | Madrid    |
| Club Juventud  | Badalona  |
| CB Aismalíbar  | Moncada   |
| CB Estudiantes | Madrid    |
| RCD Español    | Barcelona |
| CD Iberia      | Saragoça  |
| Canoe NC       | Madrid    |
| Club Aguillas  | Bilbau    |
| Club Agromán   | Madrid    |

## Classificação
| Pos | Equipe         | Pld | V  | D  | P+    | P-    | Pts | Classificação ou Rebaixamento |
| --- | -------------- | --- | -- | -- | ----- | ----- | --- | ----------------------------- |
| 1   | Real Madrid CF | 18  | 18 | 0  | 1.436 | 871   | 36  | Copa Europeia                 |
| 2   | Club Juventud  | 18  | 13 | 5  | 1.178 | 1.031 | 31  |                               |
| 3   | CB Estudiantes | 18  | 10 | 8  | 1.148 | 979   | 28  |                               |
| 4   | Picadero JC    | 18  | 10 | 8  | 1.140 | 998   | 28  |                               |
| 5   | RCD Español    | 18  | 10 | 8  | 1.036 | 988   | 27  | Desistente                    |
| 6   | Club Águilas   | 18  | 9  | 9  | 928   | 1.003 | 27  |                               |
| 7   | CB Aismalíbar  | 18  | 9  | 9  | 1.035 | 1.000 | 27  |                               |
| 8   | Club Agromán   | 18  | 6  | 12 | 845   | 979   | 24  |                               |
| 9   | Canoe NC       | 18  | 4  | 14 | 866   | 1.164 | 22  |                               |
| 10  | CD Iberia      | 18  | 1  | 17 | 762   | 1.361 | 19  | Desistente                    |

| Campeões 1961-62      |
| --------------------- |
| Real Madrid 5º Titulo |

## Ascensão e Rebaixamento
- RCD Espanyol desistiu ao fim da temporada e a vaga foi automaticamente ocupada pelo UD Montgat. Canoe NC e CD Layetano ocuparam as demais vagas e o CF Barcelona foi convidado pela FEB.[1]

## Estatísticas

### Pontos
| Rank | Nome               | Clube | Pts |
| ---- | ------------------ | ----- | --- |
| 1.   | Wayner Hightower   | RMD   | 355 |
| 2.   | Emiliano Rodriguez | RMD   | 347 |
| 3.   | José Ramon Ramos   | EST   | 320 |
| 4.   | Alfonso Martínez   | JUV   | 315 |
| 5.   | Nino Buscató       | AIS   | 303 |